# Lausitzer Neiße
Lausitzer Neiße eller Neiße (sorbisk: Łužiska Nysa, tjekkisk: Lužická Nisa, polsk Nysa Łużycka) er en flod i Tjekkiet (54 km) og langs grænsen mellem Polen og Tyskland (198 km), med en længde på totalt 252 km. Den er en af Oders bifloder fra venstre, og munder ud i Oder Ratzdorf. Floden har sit udspring i Isergebirge nær Nová Ves nad Nisou i Tjekkiet, og har et afvandingsområde på 4.297 km² (deraf 2.197 i Polen)
Første del af det fulde navn på floden henviser til at den løber i regionen Lausitz, og bruges når man vil skelne floden fra andre floder ved navn Neiße.
Byer og landsbyer ved floden:
- Jablonec nad Nisou, Tjekkiet
- Vratislavice, Tjekkiet
- Liberec, Tjekkiet
- Zittau, Tyskland
- Bogatynia, Polen
- Görlitz, Tyskland; Zgorzelec, Polen
- Pieńsk, Polen
- Bad Muskau, Tyskland; Łęknica, Polen
- Forst, Tyskland
- Guben, Tyskland; Gubin, Polen